# 波罗的海贵族

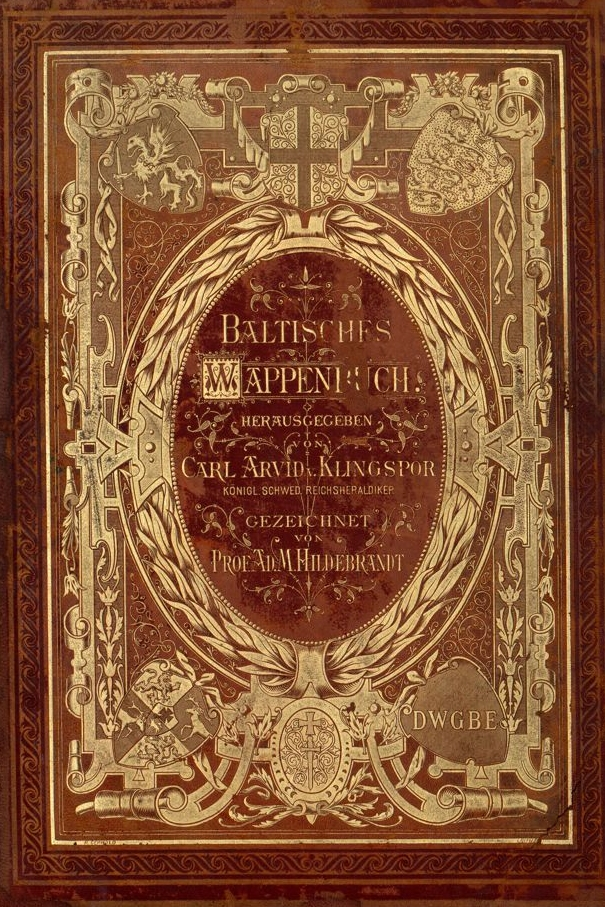
《波羅的海紋章圖集》（Baltisches Wappenbuch）的封面

波罗的海貴族為過去在今日爱沙尼亚和拉脫維亞地區的特權階級。它存在起始自北方十字军入侵和以中世紀聖母之土的基礎。大部分的绅士為波罗的海德国人，但是在經過幾個世紀政治情勢不斷改變後，波蘭、瑞典和俄羅斯家族也能夠成為貴族的一部分，就如同在波罗重新落戶的海德国家族，例如瑞典和俄罗斯帝国。立陶宛貴族因為歷史、社會和民族等理由通常有別於德國主導爱沙尼亚和拉脫維亞的貴族體系。

## 歷史
貴族是瑞典和波蘭國王於16和17世紀部分的官員和其他公務員的來源，當庫爾蘭人、爱沙尼亚人、利沃尼亚人和萨雷马岛人土地屬於他們時。俄羅斯沙皇於政府中使用波罗的海貴族。
在苏联於1940年6月併吞爱沙尼亚和拉脫維亞的之前幾個月，大部分的貴族於1939年被希特勒遣返德國。如今波罗的海貴族的繼承者可能位於世界上任何地方。

## 莊園制度

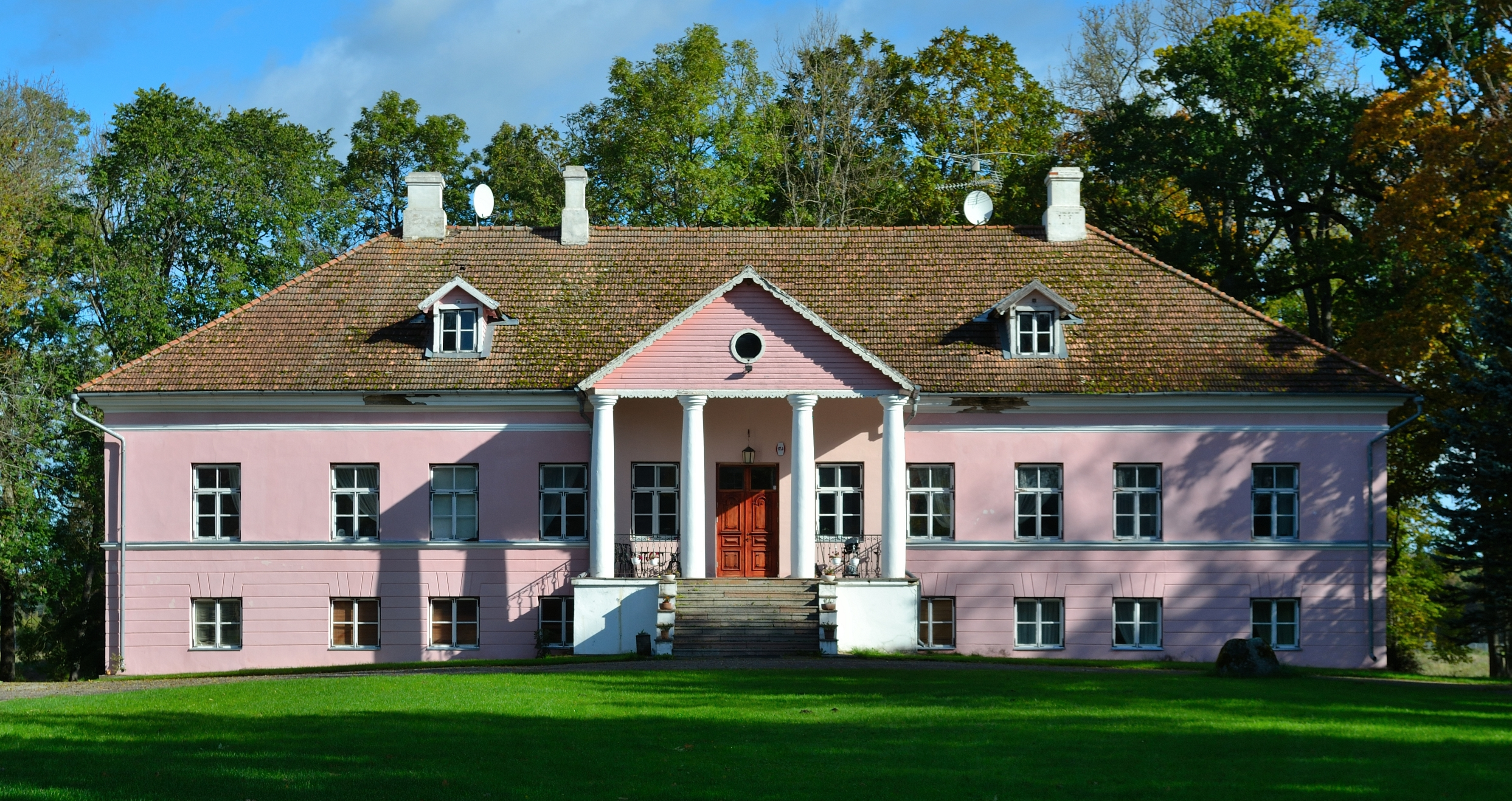
位於爱沙尼亚Järlepa （Jerlep）的莊園別墅，一棟典型的波羅的海莊園別墅。

爱沙尼亚和拉脫維亞鄉村在很大程度上以莊園產業系統為主，由波罗的海貴族建立和維持，直到經過第一次世界大战的動盪拉脫維亞和爱沙尼亚宣布獨立後。籠統的說，制度建立在德國語系貴族和爱沙尼亚或拉脫維亞語農民地主間的壁壘分明。農奴制是波羅的海鄉村很長一段時間的基本特徵，並長期且持久的強調強調封建制度，直到它廢止於1816年日瓦爾省、1817年庫爾蘭省和1819年利沃尼亚省（和1861年在俄罗斯帝国的其他部分）。貴族仍然持續主宰爱沙尼亚和拉脫維亞農村透過莊園產業於19世紀。然而，幾乎在等同爱沙尼亚和拉脫維亞宣布獨立時，這兩個國家頒布廣泛的土地改革這一舉結束原先波罗的海貴族的農村的主要地位。 
在現今的爱沙尼亚和拉脫維亞各地莊園制度提高了富裕程度因由建立莊園產業，和眾多由貴族建立的莊園別墅。莊園產業通常會成為農業產業的中心，除了以一般建築和藝術目的的主要建築物，整個外屋範圍， 有像是啤酒廠在屋村和早期工業園區的農民和其他工人的家。貴族世家也經常將公園、教堂、和墓地建立在庭園中。今天這些複合物形成爱沙尼亚和拉脫維亞重要的文化和建築遺產。
總覽爱沙尼亚和拉脫維亞的莊園產業，參見爱沙尼亚莊園別墅列表和拉脫維亞莊園別墅列表。

## 組織
他們組織了雷發爾的愛沙尼亞騎士團、米陶的庫爾蘭貴族團體，里加的利沃尼亚貴族團體，和阿倫斯堡的奧塞爾貴族團體。维堡在18世紀也擁有一個機構按照波羅的海模式註冊貴族名單。

### 爱沙尼亚、拉脱维亚及庫爾蘭的貴族頭銜
- 國王：馬格努斯利沃尼亞國王（英语：Magnus, Duke of Holstein），自利沃尼亞戰爭期間自封。
- 公爵：库尔兰公爵或Schleswig-Holstein-Sonderburg-Beck公爵，例如 彼得·奧古斯特 (什勒斯維希-霍爾斯坦-森訥堡-貝克)
- 親王：例如米哈伊尔·博格达诺维奇·巴克莱·德托利親王，或Prince Lieven
- 侯爵：Philip Osipovich Paulucci
- 伯爵：例如Joseph Carl von Anrep伯爵
- 男爵 （或是相對應的頭銜Freiherr）例如Henrik Magnus von Buddenbrock男爵

## 外部連結
- Bartlett, Roger. . Cahiers du Monde Russe et Soviétique. 1993, 34 (1-2): 233–243  [2013-05-30]. （原始内容存档于2015-09-24）.
- Genealogisches Handbuch der baltischen Ritterschaften （页面存档备份，存于）, family trees of Baltic nobility in German
- Baltisches Wappenbuch （页面存档备份，存于）, coats of arms of Baltic nobility
- Estonian Manors Portal （页面存档备份，存于）, the English version introduces 438 well preserved manors in Estonia, historically owned by the Baltic nobility